# Червоная Степь (Сахновщинский район)
Червоная Степь (укр. Червоний Степ) — село, Лиговский сельский совет, Сахновщинский район, Харьковская область.
Код КОАТУУ — 6324884005. Население по переписи 2001 года составляет 113 (47/66 м/ж) человек.

## Географическое положение
Село Червоная Степь находится на расстоянии в 5 км от реки Орель (левый берег).
Примыкает к селу Тарасовка.
По селу протекает пересыхающий ручей с запрудой.
Рядом проходит автомобильная дорога Т-2109.

## История
- В списках населенных мест Харьковской губернии 1859 года в хуторе Романенков (Червоная Степь) Змиевского уезда в 3 дворах проживало 20 жителей.
- 1920 — официальная дата основания.

## Экономика
- Фермерское хозяйство «ПЧИЛКА».